# Екзиларх
Екзиларх или Ексиларх (елинизирана калка от арамейски на иврит: ריש גלותא, реш галута, рош ха-гола, рош галут, букв. „глава в изгнание“) е светска титла на водача на Вавилонските евреи по/от персийско време.
Във византийската култура за означение на екзиларха се използва термина ехмалота́рх (на старогръцки: αἰχμάλωτος, „пленник“, и на старогръцки: ἀρχά, „управление“; букв. „глава на пленените“, имайки предвид Вавилонския плен).
Не е изяснено кога възниква титлата (най-смелите хипотези сочат че това става още през 6 век пр.н.е.), но със сигурност титлата се носи и е в употреба по времето на Сасанидите.
Постът на екзиларха просъществува до 12 век. Той е официален и заемащия го представлява еврейската самоуправляваща се община на Вавилон и общността на персийските евреи пред държавния глава - шаха. Легендата внушава, че екзиларха се избира измежду кръвните наследници на цар Давид.